# Vakcína Medicago-GlaxoSmithKline proti covidu-19
Vakcína Medicago-GlaxoSmithKline proti covidu-19 (pracovní kódové označení CoVLP) je kandidátní vakcínou proti onemocnění covid-19 kanadské firmy Medicago a britské nadnárodní korporace GlaxoSmithKline (GSK). Jedná se o vakcínu založenou na částicích podobných virům (VLP), v tomto případě koronaviru, pěstovaná[ujasnit] na australské rostlině Nicotiana benthamiana, blízce příbuzné tabáku.
Společnost Medicago má na starosti vývoj a technologii výroby CoVLP, která spočívá v „molekulárním zemědělství“ a byla navržena právě pro účely výroby vakcín na covid-19. Společnost GlaxoSmithKline se na vakcíně podílí adjuvans;[ujasnit] to je přidáváno pro zvýšení imunitní odpovědi na aktivní složku vakcíny a tedy pro snížení množství antigenu požadovaného na dávku a usnadnění masové produkce dávek vakcíny.
Vývoj probíhá ve spolupráci s vládami Kanady a Quebeku.

## Klinický výzkum
Fáze I
Od srpna 2020 byla prováděna klinická studie Fáze I na dvou místech v Quebecu, pro vyhodnocení bezpečnosti a imunitní odpovědi. 
Fáze II-III
V listopadu 2020 byla zahájena klinická studie Fáze II a  Fáze III, které ze zúčastnilo ve třech kanadských provinciích a na třech místech ve Spojených státech celkem 30 918 účastníků. Od ledna 2021 probíhala klinická studie fáze II-III v Kanadě a Spojených státech, do níž bylo zapojeno 30 918 účastníků.
Pro Fázi II-III se odhaduje datum dokončení v dubnu 2022.